# Njivnice
Njivnice (znanstveno ime Agrocybe) so rod gliv iz družine strniščark (Strophariaceae).

## Seznam njivnic Slovenije[2]
- poljska njivnica (Agrocybe arvalis)
- trda njivnica (Agrocybe dura)
- močvirska njivnica (Agrocybe elatella)
- čvrsta njivnica (Agrocybe firma)
- deževna njivnica (Agrocybe ombrophila)
- luskobetna njivnica (Agrocybe pediades)
- rana njivnica (Agrocybe praecox)
- kakavnorjava njivnica (Agrocybe putaminum)
- svetlikava njivnica (Agrocybe splendida)
- pomladna njivnica (Agrocybe vervacti)